# Nigel Eaton

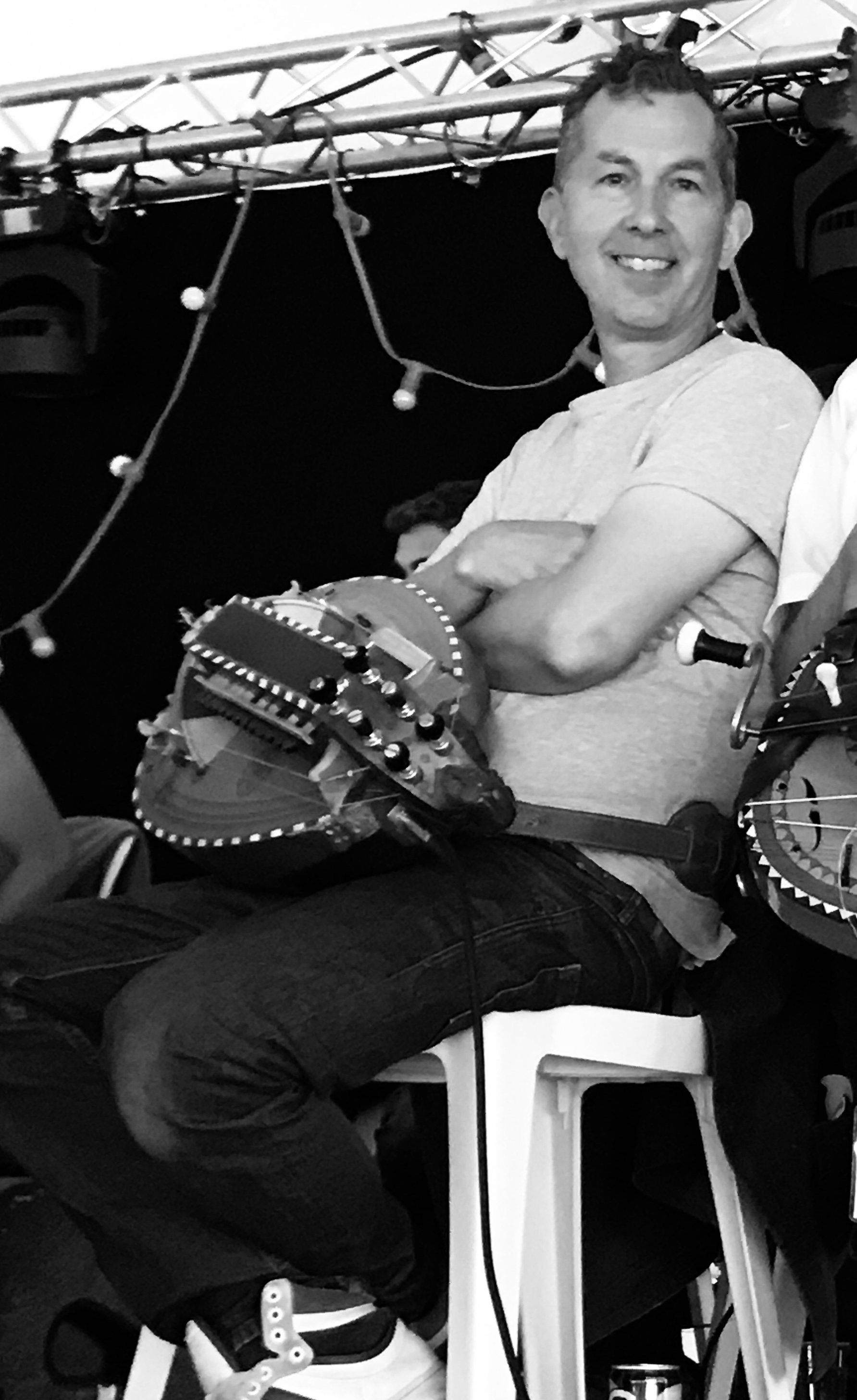
Nigel Eaton à la fête de la vielle d' Anost (Saône-et-Loire) le 19 août 2017.

Nigel Eaton est un vielleur britannique, né le 3 janvier 1966 à Lyndhurst dans le Hampshire au Royaume-Uni. 

## Biographie
Il jouait du violoncelle et du piano, mais il s'est mis à la vielle à roue en 1981 quand son père Christopher Eaton a commencé à en fabriquer. Il s'inscrit ainsi dans le cadre du renouveau du folk européen. Il a été membre des groupes Blowzabella, Whirling Pope Joan et The Duellists. Il a produit deux albums solos, The music of the Hurdy-Gurdy (1987) et Pandemonium (2004). Il a participé à la tournée et à l'album No Quarter: Jimmy Page and Robert Plant Unledded de Jimmy Page et Robert Plant anciennement de Led Zeppelin, entre la fin 1994 et le début 1996. Puis, il accompagne souvent la chanteuse et harpiste canadienne Loreena McKennitt, sur disques comme en tournée. Il travaille aussi comme ébéniste. Depuis 2017, il tourne avec le trio Firestarters of Leiden. Il participe à plusieurs musiques de films, Terre-Neuve (2001), Kingdom of Heaven (2005), ou Robin des Bois (2010). Il enseigne la vielle à roue dont il est l'un des interprètes les plus respectés. Le swing de son coup de poignet est sans pareil. Il joue principalement sur deux vielles, une première montée en sol fabriquée par son père Chris Eaton, et une seconde Pajot datée du XIXe siècle montée en ré et restaurée par son père.

## Discographie

### Solo
- 1987 : Music of The Hurdy Gurdy
- 2002 : Pandemonium - Music Of The Hurdy-Gurdy

### Blowzabella
- 1986 : The Blowzabella Wall of Sound
- 1987 : The B to A of Blowzabella
- 1988 : A Richer Dust
- 1988 : Pingha Frenzy
- 1990 : Vanilla

### Collaborations
- 1986 : Paul James Music for Faustus.
- 1993 : Robert Plant Fate of Nations - Joue sur Come Into My Life et I Believe.
- 1993 : Andy Cutting Panic at the Cafe.
- 1994 : Whirling Pope Joan Spin (duo avec Julie Murphy).
- 1994 : Loreena McKennitt The Mask and Mirror - Joue sur Santiago.
- 1994 : Page and Plant No Quarter: Jimmy Page and Robert Plant Unledded.
- 1997 :  Palladian Ensemble Les Saisons Amusantes.
- 1997 : The Duellists, English Hurdy-Gurdy Music.
- 1993 : Nigel Eaton & Andy Cutting,  Panic at the Cafe.
- 1997 : Nicolas Chédeville & The Palladian Ensemble, Les Saisons Amusantes [Vivaldi].
- 1997 : Loreena McKennitt : The Book of Secrets - Joue sur The Mummers' Dance et Marco Polo.
- 1999 : Afro Celt Sound System : Volume 2: Release - Joue sur Release avec Sinéad O'Connor et Release It (instrumental).
- 1999 : Loreena McKennitt : Live in Paris and Toronto.
- 2001 : Afro Celt Sound System : Volume Three: Further in Time - Joue sur North et Life Begin Again avec Robert Plant.
- 2003 : Robert Plant : Sixty Six to Timbuktu
- 2003 : Moya Brennan : Two Horizons
- 2004 : Afro Celt Sound System : Pod - Joue sur 3 chansons.
- 2005 : Afro Celt Sound System : Anatomic - Joue sur When I Still Needed You avec Dorothee Munyaneza.
- 2006 : Loreena McKennitt : An Ancient Muse - Joue sur Caravanserai et Kecharitomene.
- 2007 : Loreena McKennitt : Nights from the Alhambra.
- 2018 : Loreena McKennitt : Lost Souls - Joue sur Manx Ayre.

## Compositions[3]

### scottishs
- Flying fish (2020), scottish mise en ligne sur youtube le 20 mai 2020
- Talavera (2019), scottish mise en ligne sur youtube le 14 juin 2019
- Halsway (2011), scottish
- Kate at the Gate, scottish
- The Duellists, scottish
- Vergers, scottish
- Goldcrest, scottish
- Napoleon in Morocco, scottish
- Lysander, scottish
- Swan at upto, scottish
- Farley Mount, scottish
- Firestarters of Leiden, scottish
- La Gloire de mon père, scottish
- The Ice House schottisches, suite de scottishs
- Monster Café II, scottish
- The Chimney, scottish
- Lyvet, scottish
- Captain Courageous, scottish (album Whirling Pope Joan avec Julie Murphy)

### bourrées deux temps
- Letters, bourrée deux temps
- Conspirators, bourrée deux temps
- Three sharks, bourrée deux temps en trois parties (album Pandemonium 2004)
- Starters, bourrée deux temps
- Famous wolf, bourrée deux temps

### bourrées trois temps
- Myriam, bourrée trois temps (2024)
- Curlew, bourrée trois temps
- Honouress, bourrée trois temps
- Lisa, bourrée trois temps

### valses
- Roxy's waltzer, valse - mise en ligne le 15 décembre 2020
- Come when he calls, valse
- Doctor Fegg, valse
- On the river, valse

### cercles - 6/8
- Left hand Jack, cercle 6/8 (2024)
- The Admiral and Miramar, cercle 6/8 mis en ligne sur youtube le 27 juillet 2020
- Bigwig, cercle 6/8, mis en ligne sur youtube en 2018
- Upton jail, cercle 6/8

### polkas
- Tulip polka (2016), polka

### autres
- Is this farewell ?, air lent en 12/8, mis en ligne sur youtube le 27 novembre 2019